# I Do (Jamelia-dal)
Az I Do Jamelia második kislemeze és első megjelentetett felvétele Drama című albumáról. A dal a brit lemezeladási lista 36. helyéig jutott. A felvételeknél besegített Colin Emmanuel

## Dallista
1. I Do (Radio Mix)
2. I Do (Raw Soul Mix)
3. I Do (Capital T. Mix)
4. I Do (Rugged Tuff Mix)
5. I Do (Feat. Slum Village) (Spanish Mix)
6. I Do (videóklip, fotók)